# Gonomyia (Leiponeura) anduzeana
Gonomyia (Leiponeura) anduzeana is een tweevleugelige uit de familie steltmuggen (Limoniidae). De soort komt voor in het Neotropisch gebied.